# جاي في. كين
جاي في. كين (بالإنجليزية: J. V. Cain)‏ هو لاعب كرة قدم أمريكية أمريكي، ولد في 22 يوليو 1951 في هيوستن في الولايات المتحدة، وتوفي في 22 يوليو 1979 في سانت تشارلز في الولايات المتحدة.

## وصلات خارجية
- جاي في. كين على موقع مرجع كرة القدم المحترفة.كوم (الإنجليزية)